# Natriumethoxide
Natriumethoxide is een hygroscopisch natriumzout met als brutoformule C2H5ONa. De stof komt voor als een zeer ontvlambaar en corrosief wit tot geel poeder, dat hevig reageert met water. De stof is mengbaar met methanol en ethanol.

## Synthese
Natriumethoxide wordt bereid door reactie van ethanol en metallisch natrium:
{\displaystyle {\ce {2Na + 2C2H5OH -> 2C2H5ONa + H2}}}

## Toepassingen
Natriumethoxide wordt gebruikt in de Claisen-condensatie en bij de synthese van malonesters. Verder kan het als algemene organische base bij organische syntheses worden aangewend.

## Toxicologie en veiligheid
De stof ontleedt bij verbranding met vorming van giftige dampen. Natriumethoxide is een sterke base. Het reageert hevig met water, waardoor het brandbare ethanol en het corrosieve natriumhydroxide ontstaat:
{\displaystyle {\ce {C2H5ONa + H2O -> C2H5OH + NaOH}}}
Natriumethoxide is corrosief voor de ogen, de huid en de luchtwegen. Inademing van stof of dampen ervan kan longoedeem veroorzaken.